# 가트몬
《가트몬》(Gatomon/Tailmon, テイルモン)은 디지털 몬스터에 나오는 가공의 생명체이며, 성숙기의 성수형 디지몬이다. 원판이름은 테이루몬(테일몬)이다.

## 생김새
고양이의 모습을 한 디지몬으로 필살기는 자신의 상대방에게 주먹을 날리는 고양이 주먹다.

## 에피소드

### 디지몬 어드벤처·파워 디지몬
목소리 연기: 도쿠미쓰 유카 / 차명화, 송도영(라스트 에볼루션 인연) / 에디 머먼
나리의 친구 디지몬으로 유일한 성숙기 디지몬이다. 친구 디지몬들 중에서도 가장 어른스러운 성격의 소유자. 고양이의 모습을 하고 있다. 현실세계에서 8번째 아이인 나리를 찾아다니던 중 묘티스몬의 휘하에 들어가게 되어버려서 나리에 대한 기억을 잊어버리게 되며 그의 부하가 된다.
하지만 절친한 친구였던 위자몬의 도움으로 다시 기억을 떠올리고 나리의 친구 디지몬이 되며, 묘티스몬이 위자몬의 목숨을 앗아가게 하자 완전체인 엔젤우몬으로 초진화해 모든 이들과 힘을 합친 뒤에 모두의 힘으로 그를 쓰러트린다. 후에 엔젤몬과 함께 신태일과 매튜에게 화살을 날려 진화의 힘을 준다.
다른 친구 디지몬과는 달리 완전체에서 퇴화해도 성숙기 그대로다.
완고한 성격에 다른 친구들에겐 차가운 말투로 명령조로 말한다.
필살기는 고양이 주먹이다.

## 진화과정
진화: 하얀몬→야옹몬→플롯트몬→가트몬→엔젤우몬→오파니몬
- 하얀몬(유키미보타몬) 필살기: 다이아몬드 더스트
- 야옹몬(냐로몬) 필살기: 폭스테일
- 플롯트몬(프롯토몬) 필살기: 플롯트의 외침(파피 하우링)
- 가트몬(테일몬) 필살기: 고양이 주먹(네코 펀치)
- 엔젤우몬(엔제우몬) 필살기: 천국의 화살(홀리 애로우), 천국의 미소(헤븐즈 참)
- 오파니몬  필살기: 낙원의 창(에덴즈 자벨린), 생명의 크리스탈(세피로트 크리스탈)